# 배심원 ＃2
《배심원 #2》(영어: Juror #2)는 2024년 개봉한 미국의 법정 스릴러 영화로, 클린트 이스트우드가 감독을 맡았다.
이 영화는 2024년 10월 27일 AFI 페스티벌에서 세계 최초로 공개되었으며, 미국에서는 2024년 11월 1일 워너 브라더스 픽처스를 통해 개봉되었다.

## 줄거리
조지아주 서배너에서 알코올 중독에서 회복 중인 저널리스트 저스틴 캠프는 켄달 카터의 사망 사건 재판에 배심원으로 참여하게 된다. 1년 전, 켄달은 남자친구 제임스 사이스와 술집에서 싸웠고 이후 다리 밑에서 시신으로 발견되었다. 사이스는 살인 혐의로 기소된다. 지방 검사(DA) 선거를 앞두고 있는 페이스 킬브루는 이 사건을 이용해 선거 운동을 펼치려 하고, 사이스가 술에 취해 난폭했고 켄달을 따라갔다는 증언과 둔기에 의한 구타 흔적, 그리고 시신이 발견된 곳에서 사이스를 봤다는 목격자 증언이 나온다. 저스틴은 재판 과정에서 자신이 켄달의 죽음에 책임이 있을지도 모른다는 사실을 깨닫는다. 
사건 당일 밤 술집에서 술을 마실 뻔하다가 간신히 정신을 차린 저스틴은 운전 중 무언가를 쳤지만 찾지 못하고 그냥 집으로 돌아왔던 것. 그는 자신이 켄달을 차로 친 것일지도 모른다는 생각에 혼란스러워하고, 무고한 사람이 유죄 판결을 받을까 봐 두려워 알코올 중독자 모임 후원자이자 변호사인 래리에게 조언을 구한다. 하지만 래리는 저스틴이 과거 음주 운전 전력이 있어 그의 말을 믿어줄 사람이 없을 것이라고 말한다. 또한 검사인 킬브루가 선거 때문에 사건에 매달릴 것이기 때문에, 배심원들이 계속 합의를 못 하고 재판이 무효화되더라도 사이스를 구할 수 없을 것이라고 덧붙인다. 
이에 저스틴은 스스로의 회복 스토리를 이용해 사이스도 변화할 수 있다는 점을 강조하며 무죄를 주장하기로 결심한다. 하지만 사이스의 국선 변호사 에릭 레스닉은 과로에 시달려 제대로 변호를 하지 못한다. 대다수 배심원이 유죄를 주장하는 가운데 은퇴한 형사 출신 해럴드는 목격자 증언에 확증 편향이 작용했을 수 있다며 좀 더 면밀히 조사해야 한다고 주장한다. 다른 배심원은 사건 당시 시야가 좋지 않았을 것이라는 점을 지적하고, 의대생은 켄달의 상처가 뺑소니 사고로 인한 것일 수도 있다는 의견을 제시하며 배심원들의 의견이 바뀌기 시작한다. 저스틴은 자신이 살인범으로 밝혀질까 봐 두려워한다. 
해럴드는 배심원 규칙을 어기고 켄달 사망 후 차량 수리점을 방문한 기록을 수집해 저스틴의 차를 포함한 15대로 범위를 좁힌다. 이를 알게 된 저스틴은 법정에서 해럴드의 조사 내용을 폭로하여 해럴드를 배심원에서 제외시킨다. 킬브루는 수사 기관이 목격자에게 사이스를 지목하도록 유도했다는 사실을 깨닫고 갈등한다. 그녀는 사건을 철회해야 한다는 의무감을 느끼지만 결국 혐의를 유지한다. 킬브루는 수리 기록을 바탕으로 차량 소유자들을 찾아다니고, 저스틴의 차량은 그의 아내 앨리 명의로 등록되어 있다. 앨리는 저스틴이 준비한 이야기를 킬브루에게 말한다. 앨리는 나중에 저스틴에게 진실을 추궁하고, 저스틴은 그날 술은 마시지 않았지만 다른 길에서 무언가를 쳤다고 털어놓는다. 임신 중인 앨리는 아이를 지키기 위해 침묵을 지킨다. 
배심원 한 명이 계속 반대하자 저스틴은 다른 배심원들을 설득해 유죄 평결을 내리도록 만들지만, 그는 정작 평결이 내려질 때 배심원 자리에 없다. 사이스는 가석방 없는 무기징역을 선고받고, 킬브루는 저스틴이 앨리의 남편이라는 사실을 알게 된다. 선고 후 킬브루는 저스틴과 대면하고, 저스틴은 다른 사람이 실수로 켄달을 죽였다면 엄벌할 필요는 없다고 주장한다. 킬브루는 무고한 사람이 유죄 판결을 받으면 더 이상 사고가 아니라고 반박한다. 저스틴은 킬브루가 사이스의 유죄 판결을 강하게 밀어붙인 후 또 다른 살인범을 쫓으면 그녀의 자리를 잃고, "선량한 사람"이 가족과 함께 인생을 파괴당할 것이라고 말한다. 그는 사이스에게 폭력 전과가 있다며 킬브루에게 사건을 덮어두라고 간청한다.
앨리는 안전하게 아이를 출산하고, 킬브루는 지방 검사에 당선된다. 저스틴은 범죄와의 연관성을 없애기 위해 차를 판매한다. 하지만 저스틴이 아내와 딸과 놀고 있을 때 킬브루가 그들의 집 문을 두드린다.

## 출연진
- 니컬러스 홀트 - 저스틴 켐프
- 토니 콜렛 - 페이스 킬러브루
- J. K. 시먼스 - 해럴드 치카우스키
- 크리스 메시나 - 에릭 레즈닉
- 게이브리얼 배소 - 제임스 마이클 사이스
- 조이 도이치 - 앨리슨 크루슨
- 세드릭 야브로 - 마커스 킹
- 레슬리 비브 - 데니스 올드워스
- 키퍼 서덜랜드 - 래리 래스커
- 에이미 아키노 - 셀마 홀러브
- 에이드리엔 C. 무어 - 욜란다
- 젤레 아브라도풀로스 - 아이린
- 필 비드론 - 빈스
- 브리아 브리머 - 우드
- 제이슨 코비엘로 - 루크
- 프랜체스카 이스트우드 - 켄들 카터
- 후쿠야마 지카코 - 게이코
- 리베카 쿤 - 넬리
- 헤디 내서 - 코트니
- 드루 샤이드 - 브로디
- 오닉스 세러노 - 일라이